# Cees Dekker (kunstenaar)
Cornelis (Cees) Dekker (Zaandam, 23 januari 1900 - 1990) was een Nederlands kunstenaar. Dekker was tussen 1923 en 1961 als ontwerper in dienst van de Zaanse koekfabriek Verkade en drukte zijn stempel op veel verpakkingen en reclame-uitingen van het bedrijf.

## Biografie
Cees Dekker groeide op in een bakkersgezin. In de Vinkenstraat in Zaandam was de broodwinkel van de familie. Maar Cees zag er geen brood in. Hij wilde kunstenaar worden, maar zijn vader zag dat niet zitten, Cees moest aan de slag om geld te verdienen. Eerst werd hij kantoorbediende, leerde ook nog voor boekhouder, maar kunstenaar worden was zijn intentie. Hij volgde daarom een kunstopleiding bij de Zaandamse Stadstekenschool. Hij kreeg daar lessen van Willem Jansen en Jac. J. Koeman. Daarna volgde hij ook de opleidingen aan de Hendrick de Keyzerschool en de Rijksacademie voor Beeldende Kunsten in Amsterdam.
Na een werkperiode bij de papierfabriek Hellema aan de Oostzijde kreeg hij meer plezier in zijn werk. Hij mocht daar zelfs ontwerpen verzorgen. Hij werkte daarna als freelancer voor Verkade, Hille en Albert Heijn, tot hij in 1923 door Verkade werd aangenomen als ontwerper in vaste dienst.
De familie Verkade besefte al snel de invloed van effectieve reclame. Dekker ontwierp een aanzienlijke hoeveelheid verpakkingen en affiches. Bekende reclameposters zijn die van de waxinelichtjes, biscuits en de lange beschuitjes. Hij ontwierp ook het bekende beschuitbakkertje uit 1931, en de beschuitbus met Oost-Indische kers. Dekker kreeg door de steeds toenemende werkzaamheden de leiding over het Verkade-reclameatelier dat hij dertig jaar met medewerking van een aantal vakgenoten leidde.
Buiten zijn werk voor Verkade maakte hij rond 1924 als boekbandontwerper een omslag voor een programmaboekje van de Hollandsche Schouwburg in Amsterdam (met een reclame voor Verkade!).

## Selectie van ontwerpen

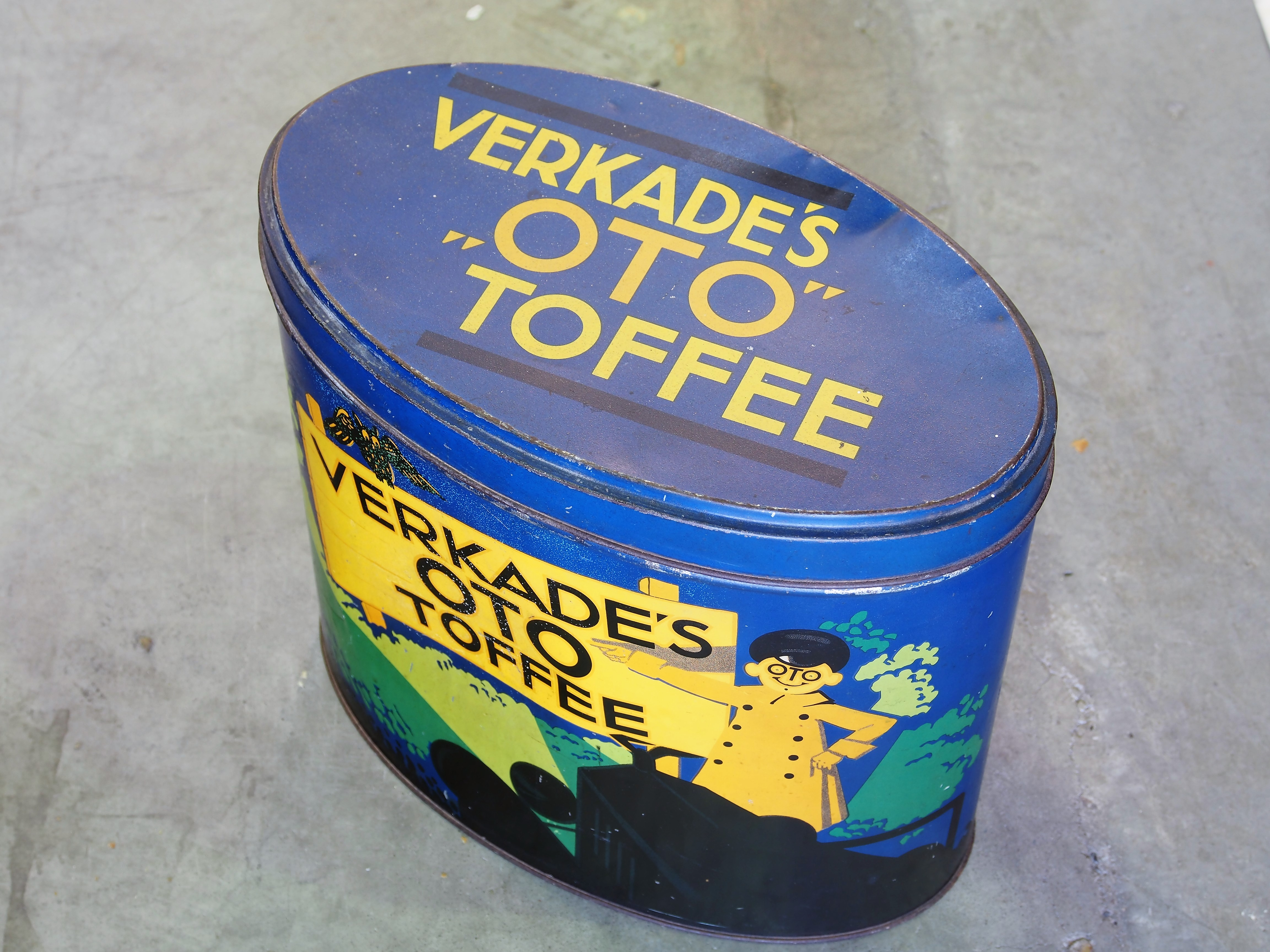
Het zogenaamde Nachtblik voor OTO Toffee van Verkade
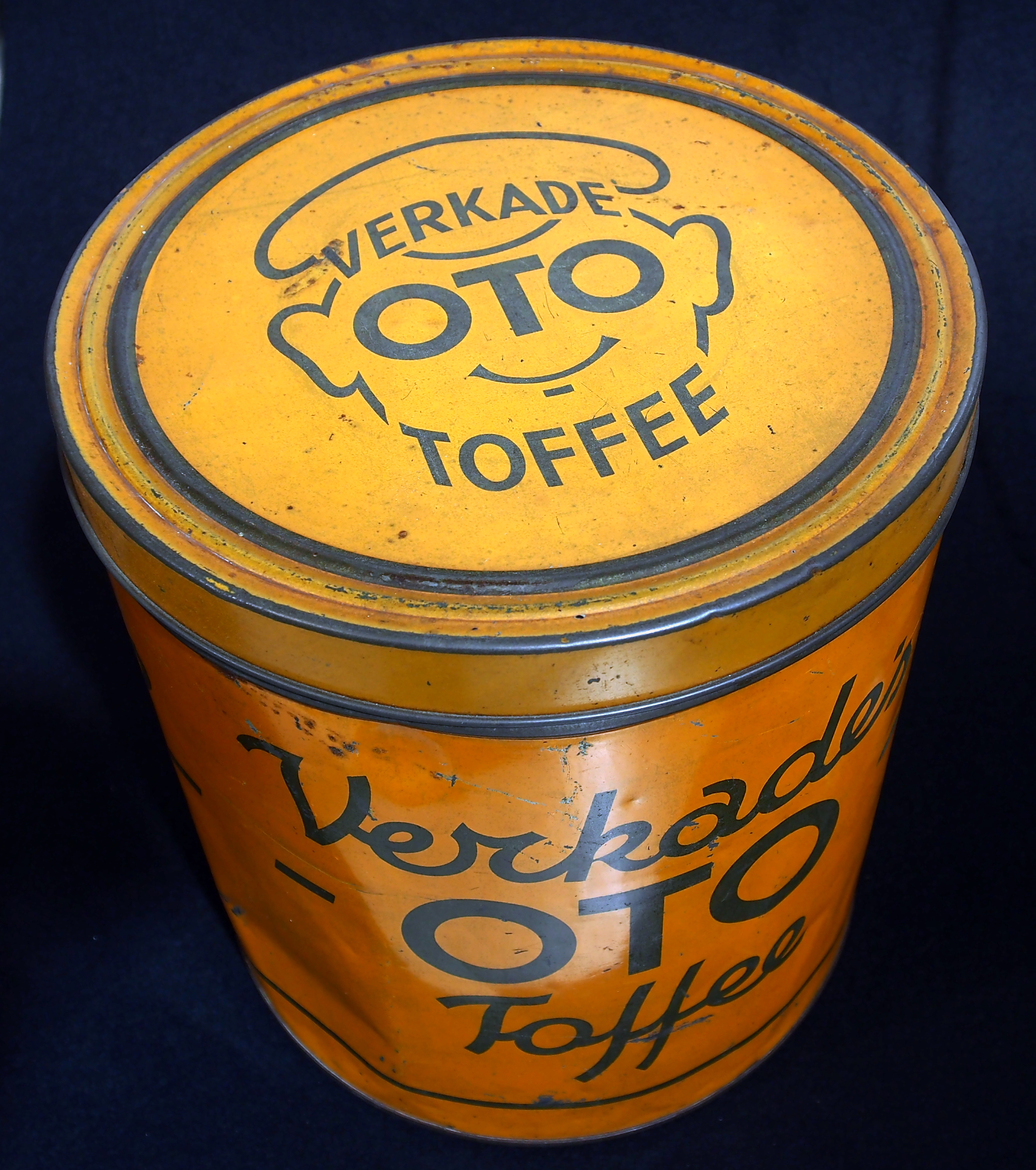
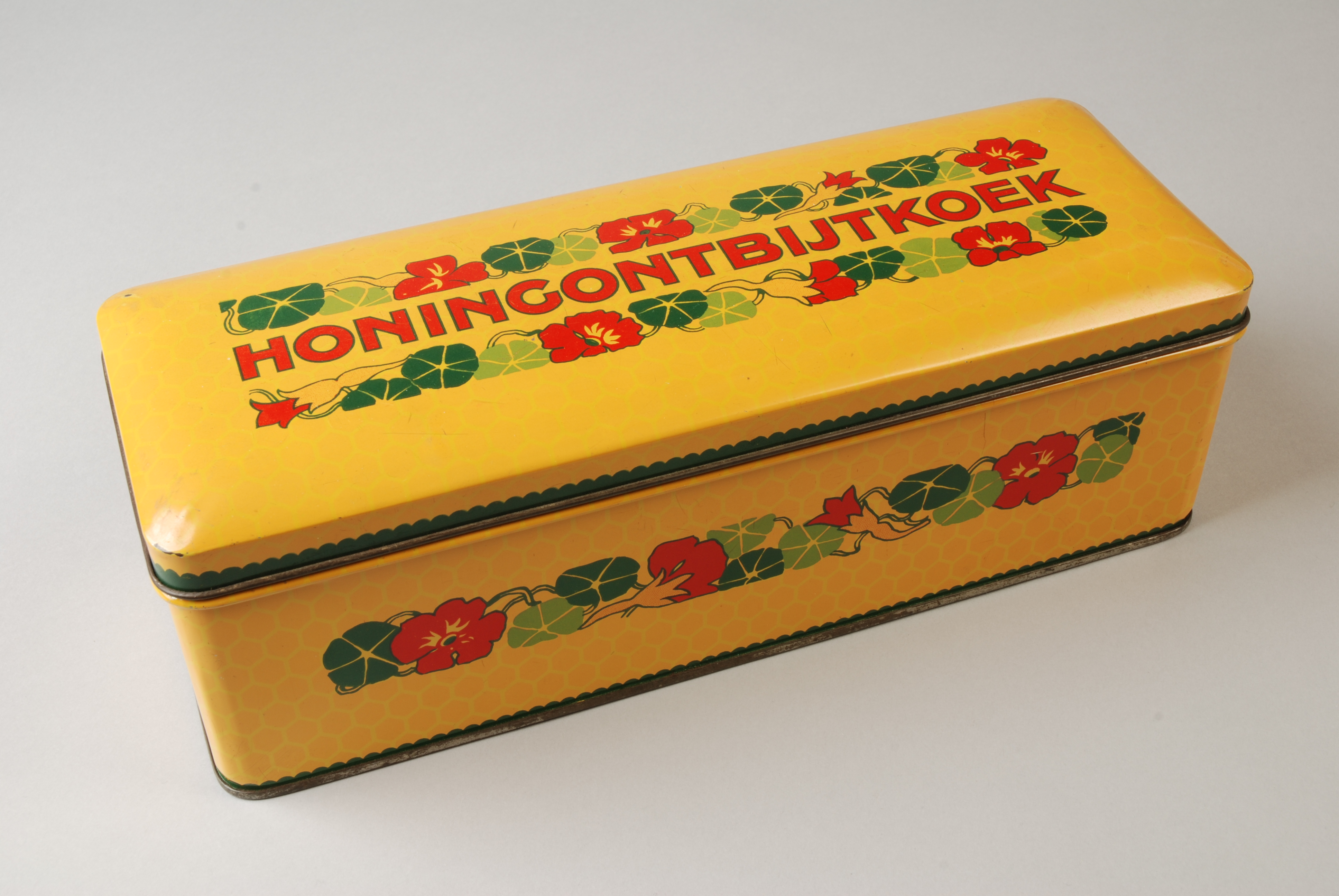
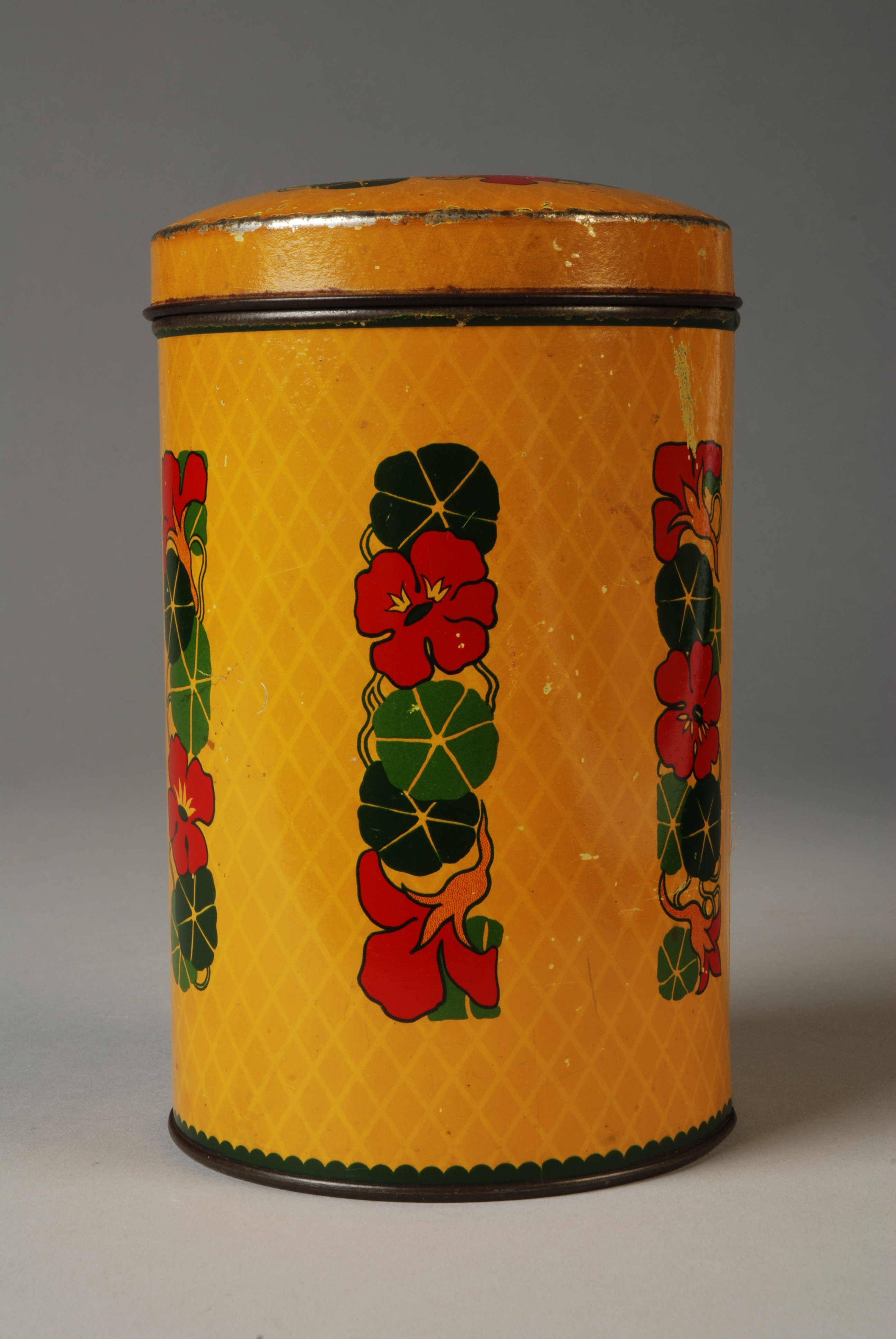